# Celina Pereira
Celina Pereira (Isla de la Buena Vista, 10 de septiembre de 1940-Almada, 17 de diciembre de 2020) fue una cantante, escritora, contadora de historias y educadora caboverdiana. Conocida por ser una embajadora de la cultura de su país, usaba su música en favor de la preservación de la memoria colectiva del pueblo caboverdiano. Fue propulsora de la campaña que hizo que la morna, género musical caboverdiano, fuera reconocida como Patrimonio Inmaterial de la Humanidad por la Organización de las Naciones Unidas para la Educación, Ciencia y Cultura (UNESCO).

## Biografía
Natural de la Isla de la Buena Vista en Cabo Verde, se trasladó con su familia numerosa a la Isla de San Vicente cuando tenía seis años de edad. Era la única isla donde había liceo y sus padres querían que la hermana mayor continuara los estudios. Ya en esa época, navegaba entre dos lenguas, el portugués y el criollo caboverdiano. En la escuela, durante el régimen de Salazar, estaba prohibido hablar criollo y la geografía que se aprendía era la de Portugal Continental. Era sobrina del político revolucionario Aristides Pereira, primer presidente de la república caboverdiana entre 1975 y 1991.
A los ocho años comenzó a cantar como solista del orfeón, en la iglesia protestante. Iba al cine Edén Parque, en la Plaza Amílcar Cabral de la localidad de Mindelo, y escuchaba el programa radiofónico Serão para Trabalhadores, siempre a escondidas de su padre. Su primera actuación profesional fue en 1968, con 25 años, a invitación del Grupo Ritmos Cabo-Verdianos.  Se siguieron las invitaciones del cantante Bana para actuar en los eventos que organizaba.

### Trayectorial profesional
Estudió en Viseu en la década de 1960 y en 1970 se trasladó a Lisboa, donde residió hasta el final de su vida, para continuar sus estudios y donde rápidamente se convirtió en un referente en la diáspora caboverdiana y en la sociedad portuguesa, con presencia permanente en televisión. Fruto de su labor investigadora, recuperó buena parte de la tradición cultural del archipiélago perdida en el tiempo, como las mazurcas, cantos de boda y mornas, cantos de círculo, lunduns, choros, lenga-lengas y sonidos rurales. Hizo su debut televisivo en el programa Arroz Doce, de Júlio Isidro, con motivo del lanzamiento del disco Mar Azul - Cantá Mudjers, una grabación multivoz resultante del Festival de Voces Femeninas, organizado por la Organización de Mujeres de Cabo Verde. (OMCV), en Praia, en marzo de 1985. Fue a partir de ahí que su carrera tuvo un mayor impulso, no solo en la grabación de discos en solitario sino también con otras músicas y músicos, de diversas nacionalidades. Su primer sencillo "Bobista, Nha Terra / Oh, Boy!" fue publicado en 1979 bajo el sello Discos Monte Cara por el cantante Bana y en 1986 lanzó su primer álbum " Força di Cretcheu " (Força do Meu Amor), que incluye historias y canciones de roda, broma, matrimonio y trabajo.
Celina Pereira desarrolló actividades en varias áreas de la comunicación, principalmente como periodista en la radio y contadora de historias, una actividad iniciada en las escuelas secundarias y escuelas en Boston, Massachusetts, en los Estados Unidos, desde 1990, cuando ella también lanzó el LP ""Estória, Estória... No Arquipélago das Maravilhas" que contó con la colaboración de Paulino Vieira.
En 1998, en el disco "Harpejos e Gorjeios", canta en criollo y portugués y tuvo la dirección musical de Zé Afonso. En él interpreta la morna "Bejo de Sodade", de B. Leza, con el fadista Carlos Zel.
Colaboró con Martinho de Vila en el tema "Nutridinha de la Sal" del disco "Lusofonia", de 2000 y con el italiano Mariano Deidda en el disco Deidda Interpreta Persona, de 2001, con poesía de Fernando Pessoa.
En 2003, fue condecorada con la Medalla de Orden al Mérito en el grado de Comendadora por el presidente portugués, Jorge Sampaio, por su trabajo en el área de la educación y de la cultura caboverdiana.
En el 2007 ha participado del reparto de la telenovela portuguesa de la cadena SIC, Floribella en el personaje Angelina. 
Participó en numerosos shows en vivo. Entre Mornas e Fados, celebrada en Cinema São Jorge en 2009, fue una expresión de su deseo de un diálogo cultural permanente entre las culturas musicales populares caboverdianas y portuguesas. En 2014, fue honrada con el Career Award en la 4.ª edición de los Cape Verde Music Awards (CVMA) .
En 2017 lanzó su disco "Areias Mornas de Bubista" un homenaje a personas poetas y compositoras de su tierra natal, la isla de la Buena Vista, como Luís Rendall en 12 temas - 11 mornas y una coladeira.
Pereira también es conocida por su trabajo como autora y ha escrito tres audiolibros multilingües, que han estado al servicio de programas de educación intercultural, destacando "Estória Estória ... do Tambor a Blimundo". En 2018, publicó "A Sereia Mánina e os seus sapatos vermelhos", un libro infantil de cuentos caboverdianos en forma impresa y audiolibro en portugués, caboverdiano y braille.
A los 80 años, murió en Lisboa, el 17 de diciembre de 2020, el mismo día y mes de otra gran cantante de su país, Cesária Évora, que murió en 2011.

## Obra

### Discografía
- 1979 - Bubista, Nha Terra / Oh, Boy! (Monte Cara).
- 1986 - Força de cretcheu (LP, Dacapo).
- 1990 - Estória, Estória...No Arquipélago das Maravilhas.
- 1994 - Nos Tradição (Sonovox).[22]
- 1998 - Harpejos e Gorgeios (Sonovox).
- 1998 - Estória, estória... no arquipélago das maravilhas vol. 1 (Movieplay).[22]
- 1998 - Estória, estória... no arquipélago das maravilhas vol. 1 (audiolibro, Editora Independente).
- 2017 - Areias Mornas de Bubista.[23]

### Publicaciones
- 2004 - Estória, estória... del tambor a Blimundo vol. 2 (audiolibro, Tabanka Onlus).[24][25]
- 2014 - Contos tradicionais da CPLP, ISBN: 978-989-97178-7-9.[26]

- 2018 - A Sereia Mánina e Seus Sapatos Vermelhos / Serêa Mánina e Sís Sapóte Burmêdje, ISBN:9789898825100.[27][28]

## Premios y reconocimientos
- 2003 Medalla al Mérito Comendador, por el Gobierno Portugués.[29][30]
- 2009 Diploma de Honra y Mérito de la A.I.P.A (Asociación de Inmigrantes en Azores).[15]
- 2014 Premio Carrera, Cabo Verde Music Awards (CVMA).[16][31]
- 2017 Premio de Mérito da Multilanguage Schools Foundation, de Funchal.[32]
- 2017 Premio Lusofonia.[33]
- 2018 Oscar Mulher Empreendedora en la categoría Música.[32]
- 2018 Fue homenajeada por la Santa Casa de la Misericórdia de Almada.[34]